# Instant Star

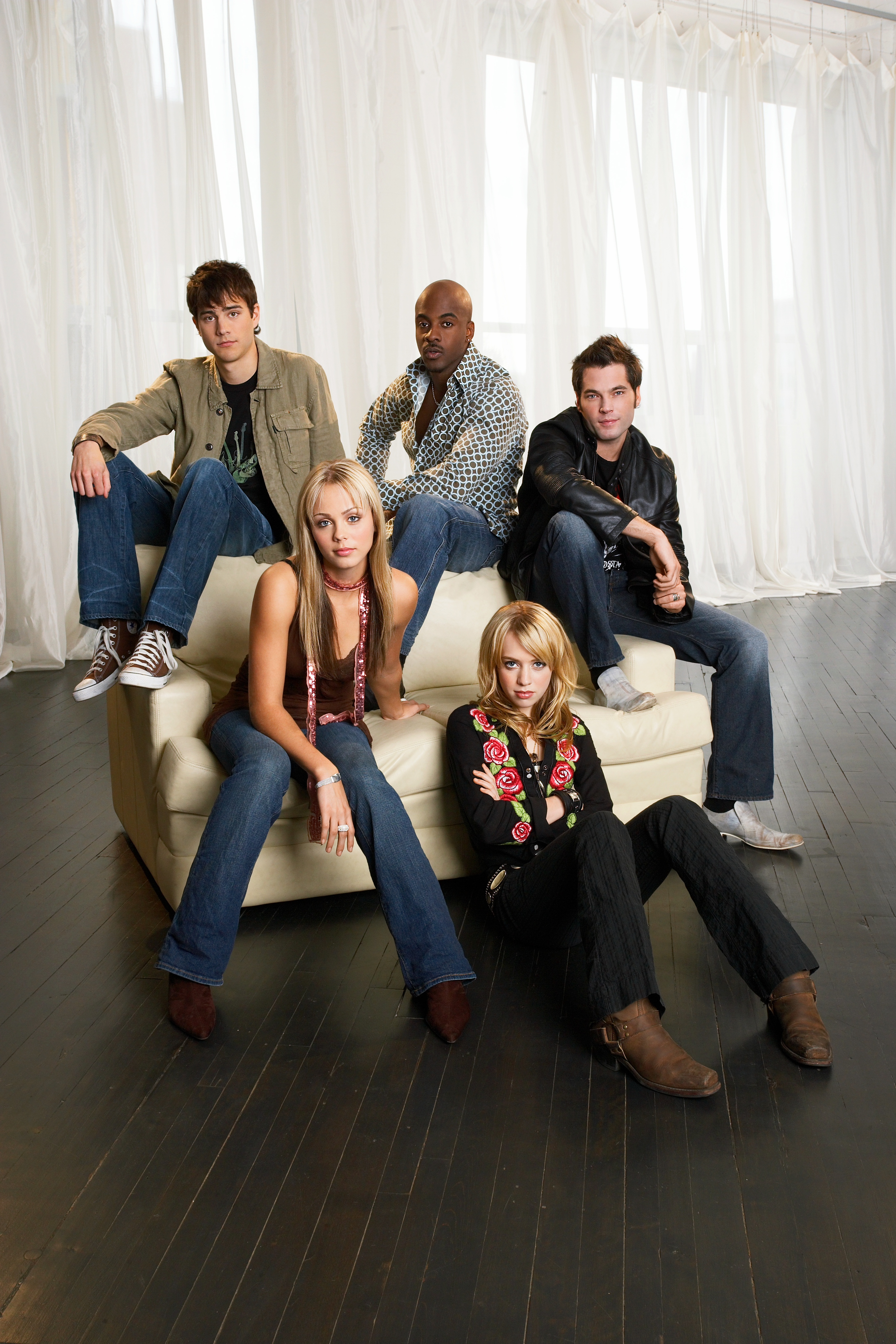
Foto del elenco de Instant Star (Créditos a Epitome Pictures)

Estrella instantánea o Instant Star es una serie de televisión canadiense protagonizada por Alexz Johnson en el cual encarna a una adolescente llamada Jude Harrison, ganadora de un concurso de música. La serie se desarrolla en la experiencia de la protagonista a través del mundo de la música y de las compañías discográficas.
Tras su lanzamiento, la serie alcanzó un gran número de seguidores, particularmente en Canadá y en Estados Unidos.
Instant Star está producido por Stephen Stohn y fue creado por Linda Schuyler. Fue el programa más seguido tras la serie Degrassi, con el que comparte una gran similitud con Instant Star.
Tras el éxito fulgurante de la serie, ésta fue nominada a tres Gemini Awards (el equivalente canadiense a los Premios Emmy en Estados Unidos).
Cada episodio estrena con él una canción diferente interpretada por Alexz Johnson.
Existen cuatro temporadas en total de la serie que constan de trece episodios cada una.

## Trama
Jude Harrison (Alexz Johnson) es una adolescente a la que la cambia la vida radicalmente cuando gana un concurso de jóvenes talentos, pronto descubre que la industria musical no es tan maravillosa como la pintan y que tendrá que lidíar con numerosos problemas, pero siempre guiada por su productor Tom Quincy (Tim Rozon), del cual se enamora y mantiene una relación de amor-odio a lo largo de la serie, también tendrá que resolver los problemas de la adolescencia, tales como los sentimientos de su mejor amigo, Jamie; y de diversas relaciones con el rapero Shay o Vincent Spiederman (Tyler Kyte) el cual es su guitarrista; los problemas con sus padres, el lidiar con su hermana mayor, Sadie (Laura Vandervoort); la amistad y la rivalidad. Todo eso mientras lucha por lograr una carrera en el mundo de la música grabando sus discos en la compañía G-Major Records. Aparte de la música y de sus sentimientos, Jude tendrá muchas más cosas a las que atender en su vida privada.

## Reparto

### Protagonistas
- Alexz Johnson - Jude Harrison.
- Tim Rozon - Tom "Tommy Q" Quincy.
- Kristopher Turner - Jamie Andrews.
- Barbara Mamabolo - Katerina "Kat" Benton.
- Laura Vandervoort - Sadie Harrison.
- Simon Reynolds - Stuart Harrison.
- Jane Sowerby - Victoria Harrison.

### Primera temporada
- Tyler Kyte - Vincent Spiederman
- Andre Lui - E.J Li.
- Katrina Matthews - Eden Taylor.
- Wes Williams - Darius Mills.
- Matthew Brown - Shay Mills.
- Miku Graham - Portia Mills.
- Tracy Waterhouse - Georgia Bevans.
- Christopher Gaubet - Wally Robbins.

### Segunda temporada
- Nicholas Rose - Mason Fox.
- Vincent Walsh - Liam Fenway.
- Zoie Palmer - Patsy Sewer.

### Tercera temporada
- Cory Lee - Karma.
- Ian Blackwood - Kyle Bateman.
- Cory Sevier - Hunter.

### Cuarta temporada
- Cassie Steele - Blu.
- Kyle Riabko - Milo.
- Tatiana Maslany - Zeppelin.

### Estrellas Invitadas
- Stacy Farber
- Aubrey Graham
- Christopher Ralph
- Jordan Todosey

### Ganadores de Instant Star
- Primera temporada:
  - Jude Harrison.

- Segunda temporada:
  - Mason Fox..

- Tercera temporada:
  - Karma

- Cuarta temporada:
  - Milo.

## DoblajeColombiaColombiayMéxicoMéxico
| Personaje             | Actor de Doblaje oficial (México)                  | Actor de Redoblaje (Colombia)                 |
| --------------------- | -------------------------------------------------- | --------------------------------------------- |
| Jude Harrison         | Erica Edwards                                      | Valentina Vanegas                             |
| Tom "Tommy Q" Quincy  | Arturo Mercado Jr.                                 | Harold Leal                                   |
| Jamie Andrews         | Víctor Ugarte                                      | Fabian López                                  |
| Katerina "Kat" Benton | ¿?                                                 | Diana Carolina Suárez                         |
| Sadie Harrison        | Norma Echevarría                                   | Shirley Marulanda                             |
| Estudio/s             | AF The Dubbing House, en Ciudad de México, México. | Centauro Comunicaciones, en Bogotá, Colombia. |

## Episodios
Para más información: Anexo:Episodios de Estrella Instantánea.

### Minis
- Tercera Temporada

1. If I Should Stay.
2. The Flame.
3. Warrior Princess.
4. Geometry Of Love.
5. Instant Noir.
6. My-Best Friend´s Wedding.
7. 8 Kilometers.
8. Hollywood Undercover.
9. What You Need.
10. Hollywood Undercover 2.
11. Tommy and Portia.

- Cuarta Temporada

1. Higher Ground.
2. I Just Wanted Your Love.
3. Remind Yourself.
4. That Was Us.
5. Live Like Music.
6. Ultraviolet.

- Instant Star: On The Set

1. Time To Sing Again.
2. Tim And Alexz Time.
3. 20 Minute Rain Delay.
4. One Flew Over The Photo Shoot.
5. Going Out With A Bang.
6. On The Steps Of A Mansion.
7. A Day In The Country.
8. The Making Of "What You Need".
9. Swing Kids.
10. 12:10 AM.
11. The Power To Rock.
12. Cory Sings.
13. Time To Say Goodbye.

## Sencillos
| Año  | Título                        |     |
| Año  | Título                        | CAN |
| ---- | ----------------------------- | --- |
| 2005 | 24 Hours                      | -   |
| 2005 | Your Eyes                     | -   |
| 2005 | Pick Up The Pieces            | -   |
| 2006 | Skin                          | -   |
| 2006 | How Strong Do You Think I Am? | -   |
| 2006 | Not Standing Alone            | -   |
| 2007 | Where Does It Hurt?           | -   |
| 2008 | Higher Ground                 | -   |
| 2008 | I Just Wanted Your Love       | -   |
| 2008 | That Was Us                   | -   |
| 2008 | Ultraviolet                   | -   |

## Banda sonora
- Songs from Instant Star
- Songs from Instant Star Two
- Songs from Instant Star 3
- Songs from Instant Star 4
- Instant Star: Greatest Hits

- Datos: Q1664677
- Multimedia: Instant Star / Q1664677